# William Wain Prior

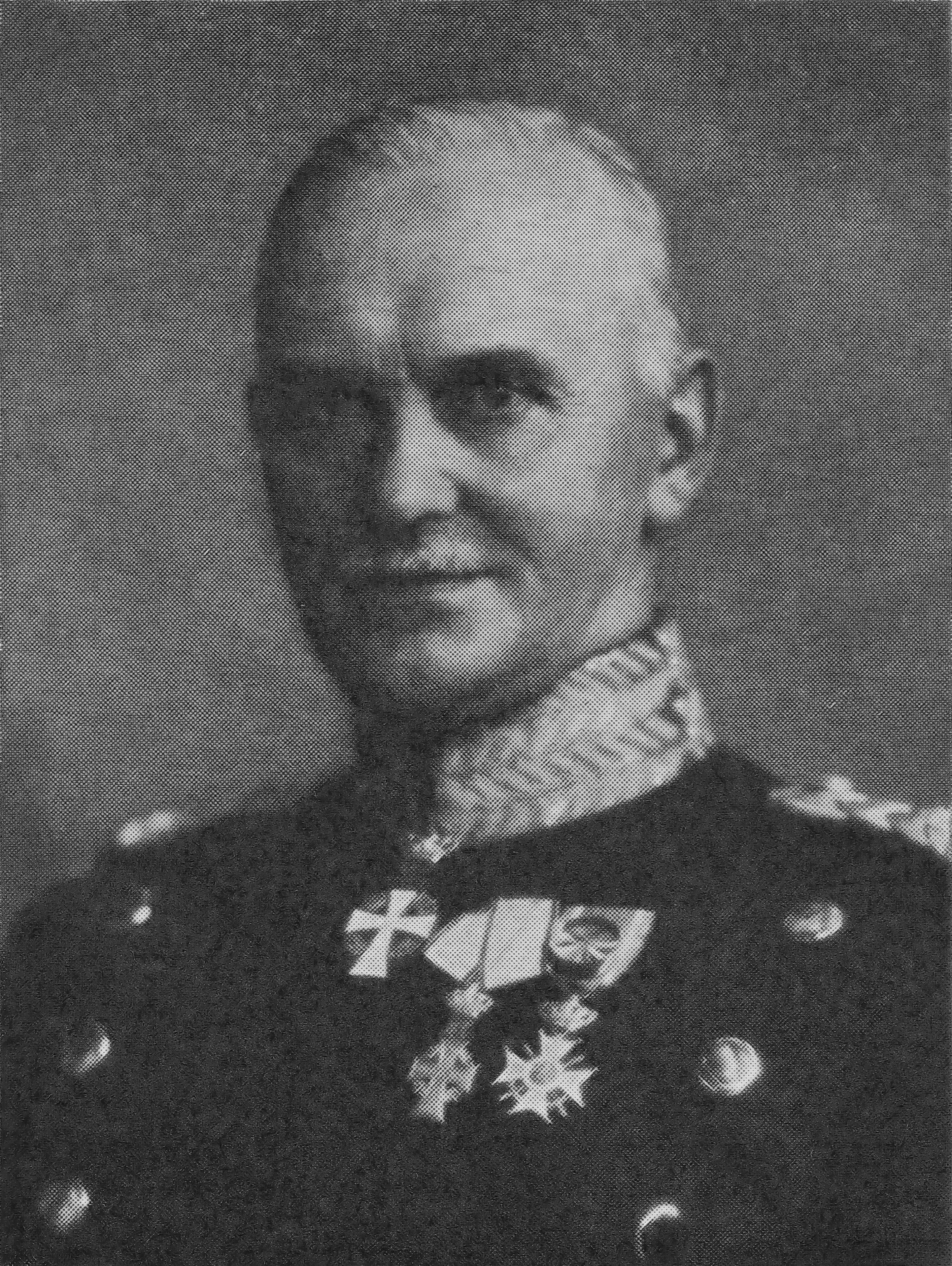
William Wain Prior.

William Wain Prior, född 18 juli 1876, död 9 mars 1946, var en dansk generalmajor och överbefälhavare för den danska armén 1939 - 1941.
Innan Tyskland ockuperade Danmark 1940 försökte Prior övertala den danska regeringen att stärka den danska armén. Detta ville dock inte en majoritet av parlamentet, eftersom de fruktade att detta skulle provocera fram ett tyskt angrepp mot Danmark.
Vid tidpunkten för den tyska invasionen argumenterade Prior för att man skulle göra aktivt motstånd mot den tyska armén. Regeringen vägrade eftersom man ansåg att tyskarna då skulle bomba stora danska städer som till exempel Köpenhamn, och att dessa skulle gå samma öde till mötes som Warszawa vid den tyska invasionen av Polen.
Under början av den tyska ockupationen fortsatte Prior som dansk överbefälhavare. Han jobbade aktivt för att den danska armén inte skulle delta på den tyska sidan i kriget. Han pensionerades i oktober 1941.